# Encephalartos latifrons
Encephalartos latifrons je druh cykasu z čeledi zamiovité (Zamiaceae). Pochází z Jižní Afriky, kde ve volné přírodě již prakticky vyhynul. Jedná se o jednu z nejvzácnějších rostlin na světě.
Řadí se do podskupiny cykasů s pichlavými listy - Encephalartos horridus, Encephalartos trispinosus a Encephalartos arenarius. Vzhledově je rostlina velmi podobná druhu Encephalartos arenarius, je však vyšší, s lesklými listy a částečně se překrývajícími lístky. Odlišují se i jejich šištice.
Encephalartos latifrons je odkázán na umělé opylení, protože poslední existující rostliny jsou od sebe příliš vzdálené. Nové sazenice jsou známy svým extrémně pomalým růstem. Poslední přirozeně vzniklá semena byla nalezena v roce 1925.

## Ochrana
Jedná se o přísně chráněnou rostlinu, zařazenou do kategorie kriticky ohrožený druh na Červeném seznamu IUCN. V přírodě prakticky vyhynul. Posledních přibližně 70-100 vzrostlých stromů roste daleko od sebe a přirozeně již nevytváří semena. Druh Encephalartos latifrons je zapsán na hlavním seznamu CITES I, který kontroluje obchod s ohroženými druhy - jak s rostlinami, tak i jejich semeny.

## Pěstování v Česku
Mladá rostlina je od roku 2008 ve skleníku Fata Morgana v Praze.